# The Capitol Albums, Volume 2
| Recensione                    | Giudizio |
| ----------------------------- | -------- |
| AllMusic                      | [ 1 ]    |
| Encyclopedia of Popular Music | [ 2 ]    |
| Pitchfork                     | 7.5/10   |

The Capitol Albums, Volume 2 è un cofanetto di quattro dischi in CD del gruppo musicale britannico The Beatles, messo in commercio nel 2006.
Il box set comprende, per la prima volta in formato compact disc, le edizioni americane (differenti per numero di brani, copertine e titoli rispetto alle loro controparti inglesi) degli album dei Beatles pubblicati negli Stati Uniti nel 1965 dall'etichetta Capitol Records. 
Il box set, seguito del precedente The Capitol Albums, Volume 1 uscito nel 2004, venne pubblicato l'11 aprile 2006.
Il cofanetto debuttò nella classifica Billboard 200 il 29 aprile 2006 alla posizione numero 46 con vendite approssimative di 27 000 copie. Il 19 maggio 2006, il cofanetto è stato certificato disco d'oro dalla RIAA.

## Dischi contenuti nel cofanetto
| Disco | Titolo                     | Numero di catalogo   |
| ----- | -------------------------- | -------------------- |
| 1     | The Early Beatles          | CDP 0946 3 57498 2 3 |
| 2     | Beatles VI                 | CDP 0946 3 57499 2 2 |
| 3     | Help! (versione USA)       | CDP 0946 3 57500 2 7 |
| 4     | Rubber Soul (versione USA) | CDP 0946 3 57501 2 6 |

- Ogni CD contiene sia la versione stereo che la versione mono dell'album.

Nelle settimane precedenti la pubblicazione del cofanetto, venne immesso sul mercato un CD promozionale. Come per il "Volume 1", si tratta di un EP contenente otto canzoni presentate sia in stereo che in mono.